# Johnnie Wilder
Johnnie Wilder (* 3. Juli 1949 in Dayton, Ohio; † 13. Mai 2006 in Clayton, Ohio) war ein US-amerikanischer Sänger.
Johnnie Wilder und sein Bruder Keith waren als US-Soldaten in Deutschland stationiert und gründeten im Jahre 1975 zusammen die Funkgruppe Heatwave. Anschließend gingen sie nach London und in die USA.
Wilder hatte in den 1970er Jahren die Hits „Boogie Nights“ (2. Platz in den Pop-Charts, 1977) und „Always and Forever“. Im Jahre 1979 erlitt er einen Autounfall und war daraufhin vom Hals an querschnittgelähmt.
Nach dem Unfall war Wilder weiterhin Co-Producer von Heatwave. Im Jahre 1988 wechselte er die musikalische Richtung hin zum Gospel und veröffentlichte das Album My Goal. Die Single In The Garden wurde im Jahre 1990 veröffentlicht. Später erschien noch das Album One more Day.
Er starb im Alter von 56 Jahren.